# Казе Фосамулан (Порденоне)
Казе Фосамулан је насеље у Италији у округу Порденоне, региону Фурланија-Јулијска крајина.
Према процени из 2011. у насељу је живело 29 становника. Насеље се налази на надморској висини од 9 м.